# Représentations diplomatiques en Ukraine
Cette page répertorie les représentations diplomatiques en Ukraine. Il existe de nombreuses délégations et bureaux de représentations des organisations internationales et d'entités infranationales dans la capitale Kiev.

## Ambassades

### Emplacement inconnu
- Estonie (ambassade transférée sur un site non divulgué à la suite de l'invasion de l'Ukraine par la Russie en 2022)[1]
- Lituanie (ambassade transférée au niveau de la frontière entre la Pologne et l'Ukraine à la suite de l'invasion de l'Ukraine par la Russie en 2022)[2],[3]

### Kiev
- Arabie saoudite
- Autriche
- Palestine
- Azerbaïdjan
- Bulgarie
- Chine
- Croatie
- Cuba
- Égypte
- Émirats arabes unis
- Géorgie
- Indonésie
- Irak
- Iran
- Israël
- Kazakhstan
- Kirghizistan
- Koweït
- Lettonie
- Liban
- Libye
- Macédoine du Nord
- Mexique
- Nigeria
- Ordre de Malte
- Ouzbékistan
- Pologne
- Portugal
- Qatar
- Slovaquie
- Soudan
- Syrie
- Tadjikistan
- Turkménistan
- Turquie
- Vatican
- Vietnam

### Lviv
- Arménie (ambassade transférée à la suite de l'invasion de l'Ukraine par la Russie en 2022)[4],[5]
- Brésil (ambassade transférée à la suite de l'invasion de l'Ukraine par la Russie en 2022)[6],[7]
- États-Unis (ambassade transférée à la suite de l'invasion de l'Ukraine par la Russie en 2022)[8],[9]
- Finlande (ambassade transférée à la suite de l'invasion de l'Ukraine par la Russie en 2022)[10]
- France (ambassade transférée à la suite de l'invasion de l'Ukraine par la Russie en 2022)[11],[12]
- Hongrie (ambassade transférée à la suite de l'invasion de l'Ukraine par la Russie en 2022)[13]
- Inde (ambassade transférée à la suite de l'invasion de l'Ukraine par la Russie en 2022)[14]
- Italie (ambassade transférée à la suite de l'invasion de l'Ukraine par la Russie en 2022)[15]
- Japon (ambassade transférée à la suite de l'invasion de l'Ukraine par la Russie en 2022)[16],[17],[18]
- Maroc (ambassade transférée à la suite de l'invasion de l'Ukraine par la Russie en 2022)[19],[20]
- Pays-Bas (ambassade transférée à la suite de l'invasion de l'Ukraine par la Russie en 2022)[21],[22]
- Royaume-Uni (ambassade transférée à la suite de l'invasion de l'Ukraine par la Russie en 2022)[23],[24]

### Tchernivtsi
- Corée du Sud (ambassade transférée à la suite de l'invasion de l'Ukraine par la Russie en 2022)[25]

### Ternopil
- Pakistan (ambassade transférée à la suite de l'invasion de l'Ukraine par la Russie en 2022)[26],[27]

### Ambassades fermées
- Afghanistan (ambassade inactive à la suite de la prise de pouvoir des talibans en Afghanistan en 2021)[28]
- Afrique du Sud (ambassade fermée à la suite de l'invasion de l'Ukraine par la Russie en 2022)[29]
- Algérie (ambassade fermée à la suite de l'invasion de l'Ukraine par la Russie en 2022)[30],[31]
- Allemagne (ambassade fermée à la suite de l'invasion de l'Ukraine par la Russie en 2022)[32]
- Argentine (ambassade fermée à la suite de l'invasion de l'Ukraine par la Russie en 2022)[33],[34]
- Australie (ambassade fermée à la suite de l'invasion de l'Ukraine par la Russie en 2022)[35],[36]
- Belgique (ambassade fermée à la suite de l'invasion de l'Ukraine par la Russie en 2022)[37],[38]
- Biélorussie  (ambassade fermée à la suite de l'invasion de l'Ukraine par la Russie en 2022)[réf. nécessaire]
- Canada (ambassade fermée à la suite de l'invasion de l'Ukraine par la Russie en 2022)[39]
- Chypre (ambassade fermée à la suite de l'invasion de l'Ukraine par la Russie en 2022)[40]
- Danemark (ambassade fermée à la suite de l'invasion de l'Ukraine par la Russie en 2022)[41]
- Espagne (ambassade fermée à la suite de l'invasion de l'Ukraine par la Russie en 2022)[42]
- Grèce (ambassade fermée à la suite de l'invasion de l'Ukraine par la Russie en 2022)[43]
- Malaisie (ambassade fermée à la suite de l'invasion de l'Ukraine par la Russie en 2022)[44]
- Moldavie (ambassade fermée à la suite de l'invasion de l'Ukraine par la Russie en 2022)[45],[46]
- Monténégro (ambassade fermée à la suite de l'invasion de l'Ukraine par la Russie en 2022)[47]
- Norvège (ambassade fermée à la suite de l'invasion de l'Ukraine par la Russie en 2022)[48],[49]
- République tchèque (ambassade fermée à la suite de l'invasion de l'Ukraine par la Russie en 2022)[50]
- Roumanie (ambassade fermée à la suite de l'invasion de l'Ukraine par la Russie en 2022)[51],[52]
- Russie (ambassade fermée à la suite de l'invasion de l'Ukraine par la Russie en 2022)[53],[54]
- Slovénie (ambassade fermée à la suite de l'invasion de l'Ukraine par la Russie en 2022)[55]
- Serbie (ambassade fermée à la suite de l'invasion de l'Ukraine par la Russie en 2022)[56]
- Suède (ambassade fermée à la suite de l'invasion de l'Ukraine par la Russie en 2022)[57]
- Suisse (ambassade fermée à la suite de l'invasion de l'Ukraine par la Russie en 2022)[58],[59]